# Пожарски бани
Пожарски бани (на гръцки: Λουτρά Λουτρακίου, Лутра Лутракиу или Λουτρά Αριδαίας, Лутра Аридеас или Λουτρά Πόζαρ, Лутра Позар) е курорт в Егейска Македония, Гърция, в дем Мъглен (Алмопия), административна област Централна Македония.

## География
Пожарски бани са разположени на 420 m надморска височина в северозападната част на котловината Мъглен (Моглена), на 15 km западно от демовия център Съботско (Аридеа) и на 3 km от село Пожарско (Лутраки) в долината на река Топлица (на гръцки Агиос Николаос) в източното подножие на планината Нидже (Ворас).
Веднага северозападно над Пожарските бани е разположен Мъгленският пещерен парк – серия пещери със следи от ранно човешко облитаване. Над парка са руините на Горно Пожарско (Ано Лутраки), от което са запазени две църкви.

## История
Експлоатацията на топлите извори започва в 1935 година. Издигнати са специални хотели за увеличаващите се гости от района и от Солун и други градове. По време на Гражданската война в Гърция (1946 - 1949) баните се използват от войниците от Демократичната армия на Гърция.
| Година    | 1913 | 1920 | 1928 | 1940 | 1951 | 1961 | 1971          | 1981 | 1991 | 2001 | 2011 | 2021 |
| --------- | ---- | ---- | ---- | ---- | ---- | ---- | ------------- | ---- | ---- | ---- | ---- | ---- |
| Население |      |      |      |      |      | 13   | Към Пожарско. | 1    | 2    | 24   | 0    | 0    |

- Мъгленският палеонтологично-природен и етнографски музей в Пожарски бани
- Традиционни носии от Природния и етнографски музей
- Каменни сечива от Природния и етнографски музей